# Elipsa

Elipsa

Elipsa je uzavřená křivka v rovině. Elipsu lze definovat jako množinu všech bodů v rovině, které mají stálý součet vzdáleností 2a od dvou pevně daných bodů, tzv. ohnisek (v obrázku označeny F1, F2; |F1F2| < 2a). Elipsa patří mezi kuželosečky, je to algebraická křivka 2. stupně. Velký praktický význam má v konstruktivní geometrii, protože vzniká jako průmět kružnice, jiné kuželosečky anebo v astronomii, protože velmi přesně popisuje tvar dráhy těles v gravitačním poli centrálního tělesa.

## Pojmosloví
- Průvodič je úsečka, spojující libovolný bod na elipse s ohniskem.
- Střed elipsy je střed úsečky, jejíž konce tvoří ohniska elipsy (značí se S).
- Hlavní osa je přímka procházející ohnisky elipsy. Někdy se takto označuje pouze průměr (úsečka) procházející ohnisky. Je to nejdelší průměr elipsy (délky 2a).
- Hlavní vrcholy jsou průsečíky elipsy s hlavní osou (v obrázku označeny A, B).
- Hlavní poloosa je úsečka spojující střed elipsy s hlavním vrcholem (délky a=|AS|=|BS|).
- Vedlejší osa je kolmice na hlavní osu procházející středem elipsy. Někdy se takto označuje pouze průměr kolmý na hlavní osu elipsy. Jedná se o nejkratší průměr elipsy (délky 2b).
- Vedlejší vrcholy jsou průsečíky elipsy s vedlejší osou (v obrázku označeny C, D). Vzdálenost vedlejších vrcholů od ohnisek je rovna délce hlavní poloosy, tj. |CF1|=|CF2|=|DF1|=|DF2|=a.
- Vedlejší poloosa je úsečka spojující střed elipsy s vedlejším vrcholem (délky b=|CS|=|DS|).
- Excentricita (výstřednost), podrobněji lineární nebo délková excentricita, je vzdálenost ohniska a středu elipsy (značí se e).
- Číselná neboli numerická excentricita ε je podíl excentricity a délky hlavní poloosy, tj. ε=e/a.

## Rovnice

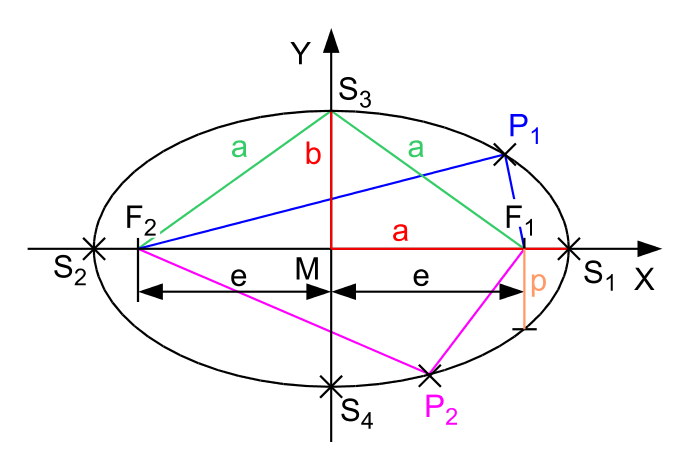
Parametry elipsy:
a – délka hlavní poloosy
b – délka vedlejší poloosy
F_{1}, F_{2} – ohniska
e – excentricita
p – parametr

Rovnici elipsy lze zapsat v různých tvarech.

### Kanonický tvar
Kanonický tvar rovnice elipsy v normální poloze (tzn. hlavní osa je rovnoběžná s osou {\displaystyle x} a střed má souřadnice {\displaystyle [x_{0},y_{0}]}) je
{\displaystyle {\frac {{(x-x_{0})}^{2}}{a^{2}}}+{\frac {{(y-y_{0})}^{2}}{b^{2}}}=1}
V kartézských souřadnicích lze v normální poloze elipsu se středem v počátku vyjádřit rovnicí
{\displaystyle \left({x \over a}\right)^{2}+\left({y \over b}\right)^{2}=1\,},
kde a je délka hlavní poloosy, b je délka vedlejší poloosy a {\displaystyle [x,y]} jsou souřadnice libovolného bodu elipsy. Veličina {\displaystyle e={\sqrt {a^{2}-b^{2}}}} se nazývá excentricita elipsy (výstřednost) a vyjadřuje vzdálenost ohniska od středu elipsy.

### Vrcholová rovnice
Vrcholová rovnice elipsy má tvar
{\displaystyle y^{2}=2px-{\frac {p}{a}}x^{2}},
kde {\displaystyle p={\frac {b^{2}}{a}}} je tzv. parametr elipsy. Tato rovnice vyjadřuje elipsu, jejíž hlavní vrchol leží v počátku souřadné soustavy a hlavní osa je rovnoběžná s osou {\displaystyle x}.

### Rovnice kuželosečky
Obecná rovnice kuželosečky
{\displaystyle a_{11}x^{2}+2a_{12}xy+a_{22}y^{2}+2a_{13}x+2a_{23}y+a_{33}=0}
je rovnicí elipsy, pokud platí
{\displaystyle a_{12}^{2}-4a_{11}a_{22}<0,}
a rovnicí elipsy v normální poloze, pokud jsou splněny následující podmínky
{\displaystyle \operatorname {sgn} a_{11}=\operatorname {sgn} a_{22}=\operatorname {sgn}(a_{22}a_{13}^{2}+a_{11}a_{23}^{2}-a_{11}a_{22}a_{33})}
{\displaystyle a_{12}=0}
{\displaystyle |a_{11}|<|a_{22}|}
Elipsa zadaná rovnicí kuželosečky splňující tyto podmínky má hlavní poloosu o délce
{\displaystyle a={\sqrt {\frac {a_{22}a_{13}^{2}+a_{11}a_{23}^{2}-a_{11}a_{22}a_{33}}{a_{11}^{2}a_{22}}}}}
Délka vedlejší poloosy je
{\displaystyle b={\sqrt {\frac {a_{22}a_{13}^{2}+a_{11}a_{23}^{2}-a_{11}a_{22}a_{33}}{a_{22}^{2}a_{11}}}}}
Střed elipsy má souřadnice
{\displaystyle \left[-{\frac {a_{13}}{a_{11}}},-{\frac {a_{23}}{a_{22}}}\right]}

### Parametrické rovnice
Elipsu lze vyjádřit parametrickými rovnicemi
{\displaystyle x=a\,\cos t}
{\displaystyle y=b\,\sin t}
kde {\displaystyle t\in \langle 0,2\pi \rangle } je tzv. excentrická anomálie.

### Rovnice v polárních souřadnicích
V polárních souřadnicích lze v případě, že ohnisko {\displaystyle F_{2}} leží v počátku souřadnicové soustavy a polární osou je polopřímka {\displaystyle F_{2}S_{1}} (tj. na obrázku výše osa {\displaystyle X}, od které bude proti směru hodinových ručiček přibývat úhel {\displaystyle \varphi }) psát rovnici elipsy ve tvaru
{\displaystyle \rho ={\frac {p}{1+\varepsilon \cos \varphi }}},
kde {\displaystyle \varepsilon =e/a<1} je tzv. číselná výstřednost a {\displaystyle p} je parametr elipsy. Číselná výstřednost vyjadřuje míru zploštění elipsy, míru odlišnosti od kružnice. Má smysl ji porovnávat i pro různě velké elipsy. Geometrický význam parametru je polovina délky tětivy vedené ohniskem kolmo na hlavní osu.
Pokud v počátku souřadnicové soustavy leží střed elipsy a polární osou je polopřímka {\displaystyle SS_{1}}, pak dostáváme rovnici
{\displaystyle \rho ^{2}={\frac {b^{2}}{1-\varepsilon ^{2}\cos ^{2}\varphi }}}
pro {\displaystyle \varepsilon <1}.

## Geometrické vlastnosti elipsy

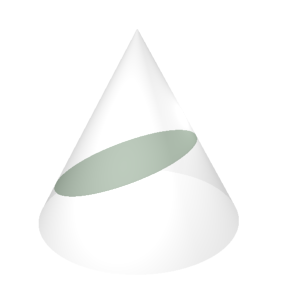
Konstrukce elipsy jako kuželosečky

O elipse říkáme, že je v normální poloze, je-li její hlavní osa rovnoběžná s osou {\displaystyle x} nebo {\displaystyle y}.
Elipsa patří mezi kuželosečky, protože ji lze zkonstruovat jako řez rotační kuželové plochy rovinou. Rovina řezu není kolmá k ose kužele, neprochází jeho vrcholem a rovina s ní rovnoběžná vedená vrcholem nemá s kuželem žádný společný bod.
Každá přímka procházející středem S elipsy je jejím průměrem. Ze dvou na sebe kolmých průměrů m a n s pomocí trojúhelníkové konstrukce (viz Konstrukce elipsy) můžeme sestrojit sdružené průměry ma a na, v jejichž koncovými body prochází rovnoběžky s na a ma, které jsou zároveň tečnami elipsy, a vytvářejí tak rovnoběžník. Jediné 2 sdružené průměry, které jsou na sebe kolmé, jsou osy elipsy. Dva sdružené průměry omezené body náležícími elipse jednoznačně určují elipsu.
Odrazová vlastnost elipsy: U zrcadla s vnitřní eliptickou odrazovou plochou a zdrojem světla v jednom ohnisku se všechny paprsky podle zákona odrazu odrazí do jediného bodu — druhého ohniska. Žádná jiná křivka nemá tuto vlastnost, takže ji lze použít jako alternativní definici elipsy.
Obsah plochy ohraničené elipsou lze určit ze vzorce
kde a,b jsou poloosy a {\displaystyle \pi } je Ludolfovo číslo.
Obvod (délku elipsy) lze určit pomocí vztahu
kde a je hlavní poloosa, ε (číselná) excentricita a funkce {\displaystyle E} je úplný eliptický integrál druhého druhu, nebo přibližných vzorců
či částečným součtem nekonečné řady:
Speciálním případem elipsy je kružnice, u které obě ohniska splývají. Excentricita je pak nulová, obě poloosy stejně dlouhé a říkáme jim poloměr.
Limitním případem elipsy je parabola, kterou lze chápat jako elipsu s jedním nevlastním ohniskem.

## Konstrukce elipsy

### Zahradnická konstrukce

Zahradnická konstrukce elipsy

Zahradnická konstrukce elipsy vychází přímo z definice, že elipsa je množina takových bodů v rovině, které mají stejný součet vzdáleností od obou ohnisek: v ohniscích elipsy se zabodnou kolíky (při kreslení na papír špendlíky), ke každému z nich se připevní jeden konec provázku (nitě) větší délky než je jejich vzdálenost, a opíše se elipsa, tak aby byl provázek napnutý. Je zřejmé, že délka provázku se rovná dvojnásobku velikosti velké poloosy, a že vzdálenost vedlejšího vrcholu od ohniska je rovna délce velké poloosy a.

### Trojúhelníková konstrukce

Sestrojení elipsy s využitím afinity. Polopřímka p je znázorněna červeně, části přímek p_{1} a p_{2} zeleně.

Trojúhelníková konstrukce elipsy vychází z faktu, že elipsa je afinním obrazem kružnice:
Je zadán střed S, osy o1 a o2 a délky poloos: a (hlavní), b (vedlejší).

#### Postup
1. Sestrojíme kružnici k1 se středem v bodě S a poloměrem velikosti b.
2. Sestrojíme kružnici k2 se středem v bodě S a poloměrem velikosti a.
3. Vedeme libovolnou polopřímku p vycházející z bodu S.
4. Bod M1 je průsečík polopřímky p s kružnicí k1.
5. Bod M2 je průsečík polopřímky p s kružnicí k2.
6. Bodem M1 vedeme přímku p1 rovnoběžnou s hlavní osou elipsy o1.
7. Bodem M2 vedeme přímku p2 rovnoběžnou s vedlejší osou elipsy o2.
8. Průsečíkem přímek p1 a p2 je bod M, který je bodem elipsy
9. Opakujeme body postupu 3-8; všechny takto sestrojené body elipsy se nachází mezi kružnicemi k1 a k2 nebo přímo na kružnicích (v případě hlavních a vedlejších vrcholů).

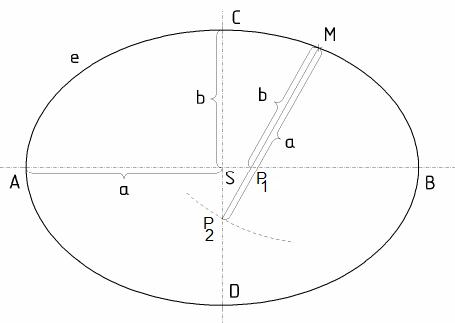
Rozdílová: proužková konstrukce elipsy. Používáme rozdíl a - b.

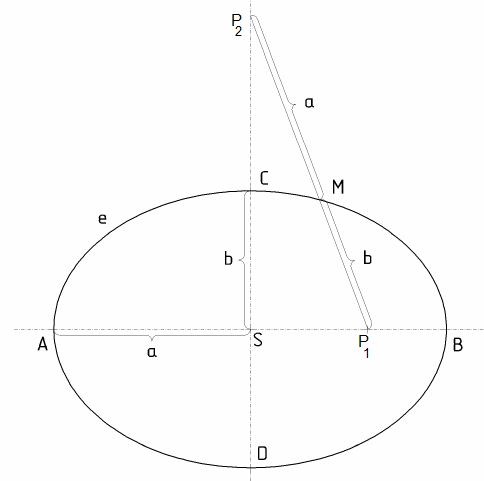
Součtová: proužková konstrukce elipsy. Používáme součet a + b.

### Proužková konstrukce
Elipsa je určena hlavní osou o1, hlavními vrcholy A a B a bodem M, který bude ležet na elipse, ale není vrcholem elipsy.

#### Postup
Rozdílová konstrukce (viz obrázek): První krok pro získání velikosti poloosy b je podobný s trojúhelníkovou konstrukcí: sestrojíme k hlavní ose o1 kolmici m1 a rovnoběžku m2 které procházejí známým bodem M. Kružnice k1 se středem v S má poloměr velikosti a. Vznikl nám tak bod M1 který je průsečíkem kolmice m1 a kružnice k1. Bod M1 spojíme přímkou m se středem S a nyní je už zřejmý bod M2, jenž je průsečíkem m s m2. Vzdálenost M2 od S je hledaná velikost poloosy b.

Bodem M povedeme rovnoběžku m´, m || m´. 
Průsečík této přímky m´ s hlavní poloosou o1 nazveme P1. Vzniklá úsečka MP1 má velikost b. 

Průsečík této přímky m´ s vedlejší poloosou o2 nazveme P2. Vzniklá úsečka MP2 má velikost a.
Nyní si na okraji pomocného pruhu papíru označíme vzdálenosti MP2 a MP1 do jedné přímky M - P1 - P2 (z tohoto plyne název proužková konstrukce). Poté přikládáme proužek papíru tak, aby značka bodu P2 byla na vedlejší poloose o2 a zároveň značka bodu P1 byla na hlavní poloose o1. Značka bodu M nám tak bude opisovat hledanou elipsu.
Tento typ konstrukce se nazývá rozdílová. Používá se i součtová konstrukce, kterou můžete vidět na obrázku vpravo.

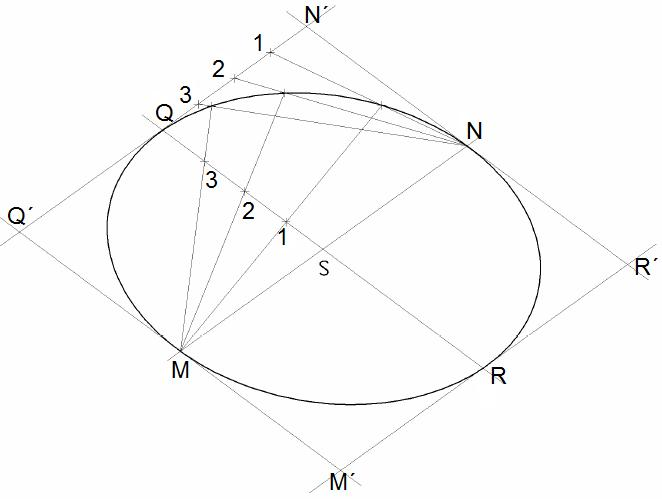
Příčková konstrukce elipsy. Hledání průsečíků, které leží na elipse.

### Příčková konstrukce
Elipsa je v tomto případě dána dvojicí sdružených průměrů RQ a MN, které na sebe nejsou kolmé (viz Geometrické vlastnosti elipsy).

#### Postup
V bodech R a Q sestrojíme rovnoběžky s druhým sdruženým průměrem MN. V bodech M a N sestrojíme rovnoběžky s druhým sdruženým průměrem RQ. Vznikne nám rovnoběžník s vrcholy M1N1R1Q1, které jsou průsečíky rovnoběžek k průměrům MN a RQ. 

Sdružené průměry se protínají v průsečíku S, který je středem elipsy. 

Vytvoříme si čtveřici soustředných (dle středu S) souřadnicových systémů, jejichž počátky budou vrcholy vzniklého rovnoběžníku M1N1R1Q1 a poloosy budou strany rovnoběžníku. Na všech poloosách si stejně vyznačíme vhodné jednotky (př. 1, 2, 3, 4). Poloosy souřadných systémů se stýkají v koncových bodech sdružených průměrů MNRQ. Jednotky máme již vyznačené na rovnoběžkách sdružených průměrů, tak je ještě stejně vyznačíme přímo na sdružených průměrech MN a RQ, a to tak, že střed S je počátkem.

Nyní budeme hledat body náležící elipse. Začneme například body nad sdruženým průměrem MN v souřadnicovém systému určeným body NSQ. Proložíme přímku bodem N a souřadnicí (např. 2) na poloose rovnoběžné k NM, na které leží bod Q. Poté proložíme přímku bodem M a souřadnicí 2 na poloose určené body SQ (SQ náleží průměru RQ). Průsečík takto proložených přímek nám dává bod ležící na elipse.

(Pozn. zmiňované poloosy nejsou poloosami elipsy, ale souřadných systémů.)
Tato elipsa nemá určené osy ani vrcholy, abychom je zjistili, musíme použít Rytzovu konstrukci os elipsy.

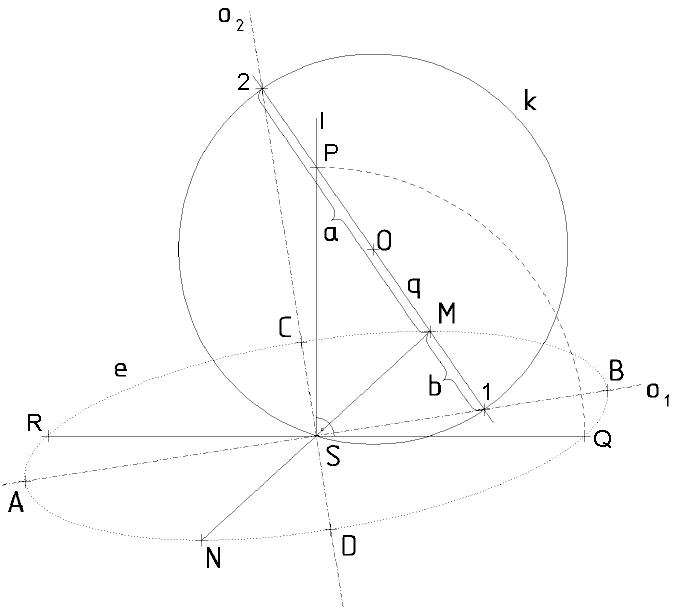
Rytzova konstrukce os elipsy.

### Rytzova konstrukce os
Elipsa je dána dvojicí omezených sdružených průměrů MN a RQ.

#### Postup
Sestrojíme přímku p kolmou k jednomu ze sdružených průměrů (např. RQ, tak aby procházela středem S (průsečík sdružených průměrů). Vzdálenost |RS| je shodná se vzdáleností |SP|, bod P leží na přímce p. Proložíme přímku body PM.
Najdeme střed O úsečky PM. Sestrojíme kružnici k o poloměru |OS|. Průsečíky kružnice k s přímkou určenou body P, O a M nazveme 1 a 2. Sestrojíme přímku procházející průsečíkem 1 a středem S a přímku procházející průsečíkem 2 a středem S. Tyto přímky jsou na sebe kolmé a leží na nich osy elipsy. Velikost hlavní a vedlejší poloosy získáme ze vzdáleností |2M| a |M1|.

## Elipsa ve fyzice
Johannes Kepler objevil, že planety se kolem Slunce pohybují po elipsách s malou excentricitou. To je první Keplerův zákon. Později Isaac Newton vysvětlil tento fakt jako důsledek zákona gravitace.